# Sophie von Niebelschütz
Sophie von Niebelschütz (* 27. Mai 1850 in Beschine (in Schlesien, heute Baszyn); † 30. August 1911 in Schweidnitz) war eine deutsche Schriftstellerin, die auch unter dem Pseudonym E. Werner publizierte.

## Leben
Ihr Vater war Gutsbesitzer. Seit der Kindheit war ihr Leben von Krankheiten geprägt, was sie zu einer zurückgezogenen Lebensweise zwang. Im Jahre 1887 begann sie schriftstellerisch tätig zu werden. Sie schrieb für christliche Sonntagsblätter und verfasste Jugendschriften, Romane und Erzählungen. Später zog sie nach Schweidnitz, wo sie 1911 starb.

## Werke
- Die Spitzenrosel. Erzählung. Agentur des Rauhen Hauses, Hamburg 1886.
- Das Glück von Rudeck. Roman. Max, Breslau 1889.
- Aus der Jugend goldenen Tagen. 14 Erzählungen für die Jugend. Ensslin & Laiblin, Reutlingen 1892.
- Das Mauerschwälbchen. Erzählung für die reifere Jugend. Trewendt, Breslau 1892.
- Die Wacht am Rhein. Erzählung für die Jugend. Trewendt, Breslau 1892. (Digitalisat)
- Die Kinder der Öde. Roman aus der Gegenwart. Max, Breslau 1892.
- Bunte Bilder. Erzählungen für die Jugend von 8–12 Jahren. Düms, Wesel 1893.
- Waldvögelein. Erzählung. Geibel, Altenburg 1894.
- Rosen und Dornen. Ensslin & Laiblin, Reutlingen 1894.
- Schloss Ulmenhorst. Erzählung für die weibliche Jugend. Ensslin & Laiblin, Reutlingen. 1895. (Digitalisat)
- Der Engel von Waldhof. Grünthal. 2 Erzählungen für die reifere Jugend. Ensslin & Laiblin, Reutlingen 1895.
- Ella Mercedes. Erzählung für die weibliche Jugend. Ensslin & Laiblin, Reutlingen 1896.
- In Sturm und Sonnenschein. 6 Erzählungen für die Jugend. Ensslin & Laiblin, Reutlingen 1896.
- Die drei Waisen. Marga. Lieschens Geburtstagswünsche. Goldkäferchen. 4 Erzählungen für die weibliche Jugend. Ensslin & Laiblin, Reutlingen 1897.
- Ein Veilchenstrauss. Erzählung. Agentur des Rauhen Hauses, Hamburg 1897.
- Im Lebensfrühling! 3 Erzählungen für die Jugend. Ensslin & Laiblin, Reutlingen 1897.
- Nur ein Wieſenblümchen. Ensslin & Laiblin, Reutlingen 1898.
- Für Herz und Gemüt. 7 Erzählungen für die Jugend. Ensslin & Laiblin, Reutlingen 1898.
- Die Zigeunerprinzeſſin. Ensslin & Laiblin, Reutlingen 1900.
- Die Auswanderer. Ensslin & Laiblin, Reutlingen 1900.
- Ein Grafenkind. Ensslin & Laiblin, Reutlingen 1900.
- Buchenhof einſt und jetzt. Ensslin & Laiblin, Reutlingen 1902.
- Herrn Norberts Laufburſche. Ensslin & Laiblin, Reutlingen 1904.
- Das Glück der Heimat. Die Waldfrau. 2 Erzählungen für die weibliche Jugend. Ensslin & Laiblin, Reutlingen 1905.
- Ziegenhansel Erzählung für die Jugend. Ensslin & Laiblin, Reutlingen 1906.
- Die mit Tränen säen ... Ensslin & Laiblin, Reutlingen 1906.
- Der Weihnachtsstern und andere Erzählungen für die Jugend. Ensslin & Laiblin, Reutlingen 1908.
- Pilzmütterchen und vier andere Erzählungen. Ensslin & Laiblin, Reutlingen 1911.
- Die kleine Milchfrau. Erzählung. Ensslin & Laiblin, Reutlingen 1911.
- Der alte Postschimmel. Ensslin & Laiblin, Reutlingen 1912.
- Forsthaus Buchenrode. Ensslin & Laiblin, Reutlingen 1912.
- Fräulein Herwigs Ferienkolonie. Erzählung für die Jugend. Ensslin & Laiblin, Reutlingen 1913.